# Phalaenopsis bastianii
Phalaenopsis bastianii är en orkidéart som beskrevs av Olaf Gruss och Lutz Roellke. Phalaenopsis bastianii ingår i släktet Phalaenopsis och familjen orkidéer. Inga underarter finns listade i Catalogue of Life.

## Bildgalleri

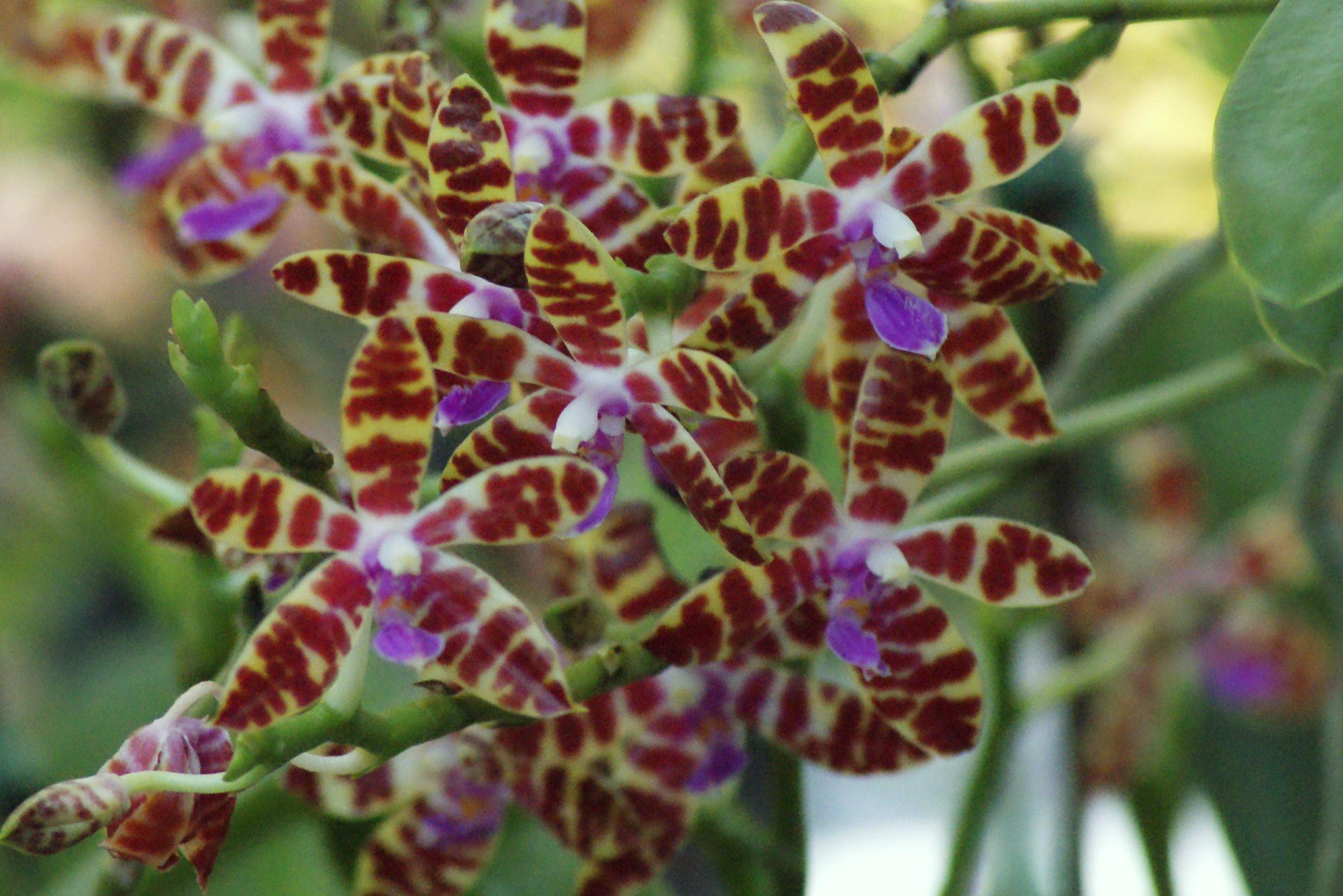
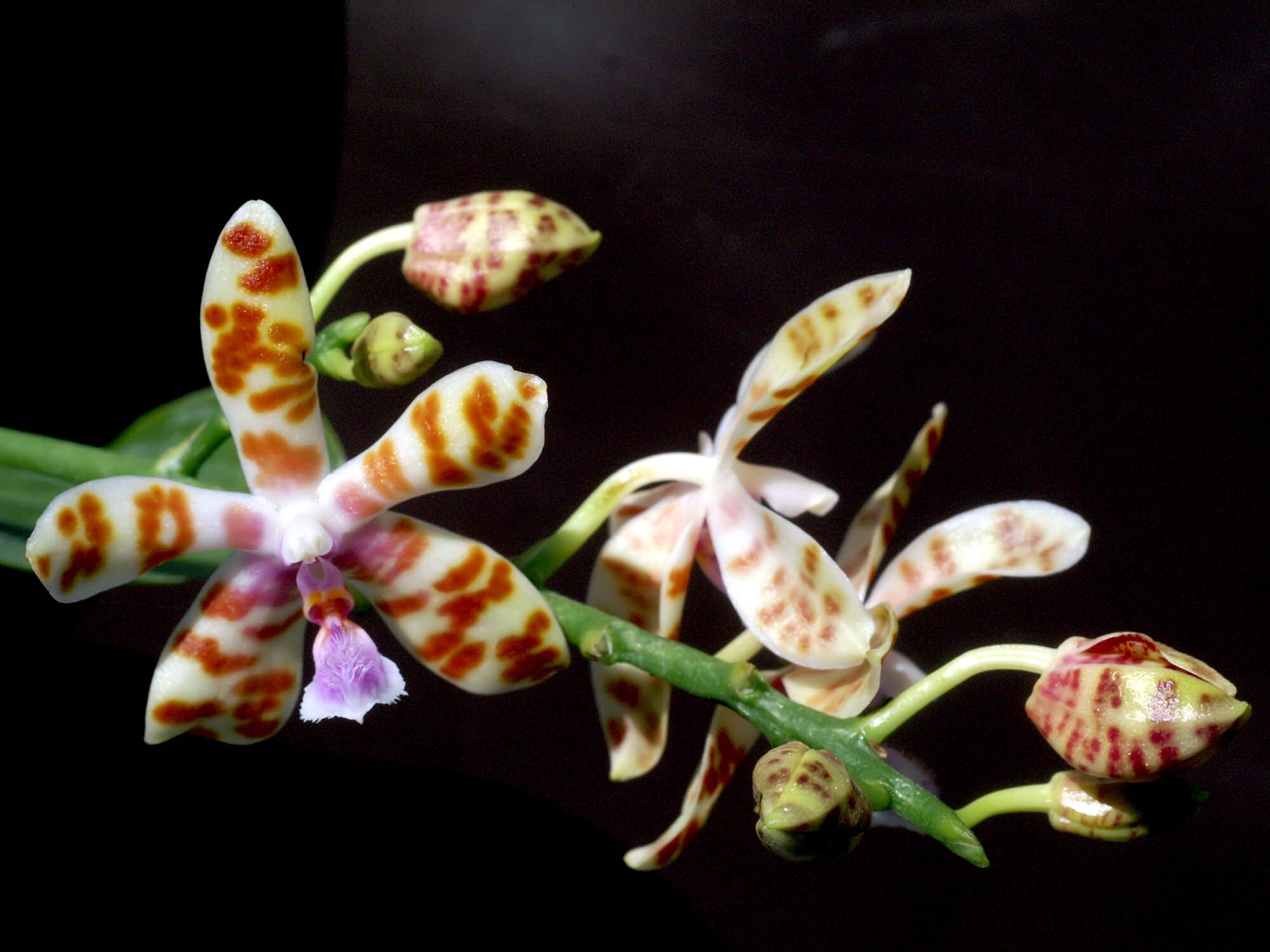
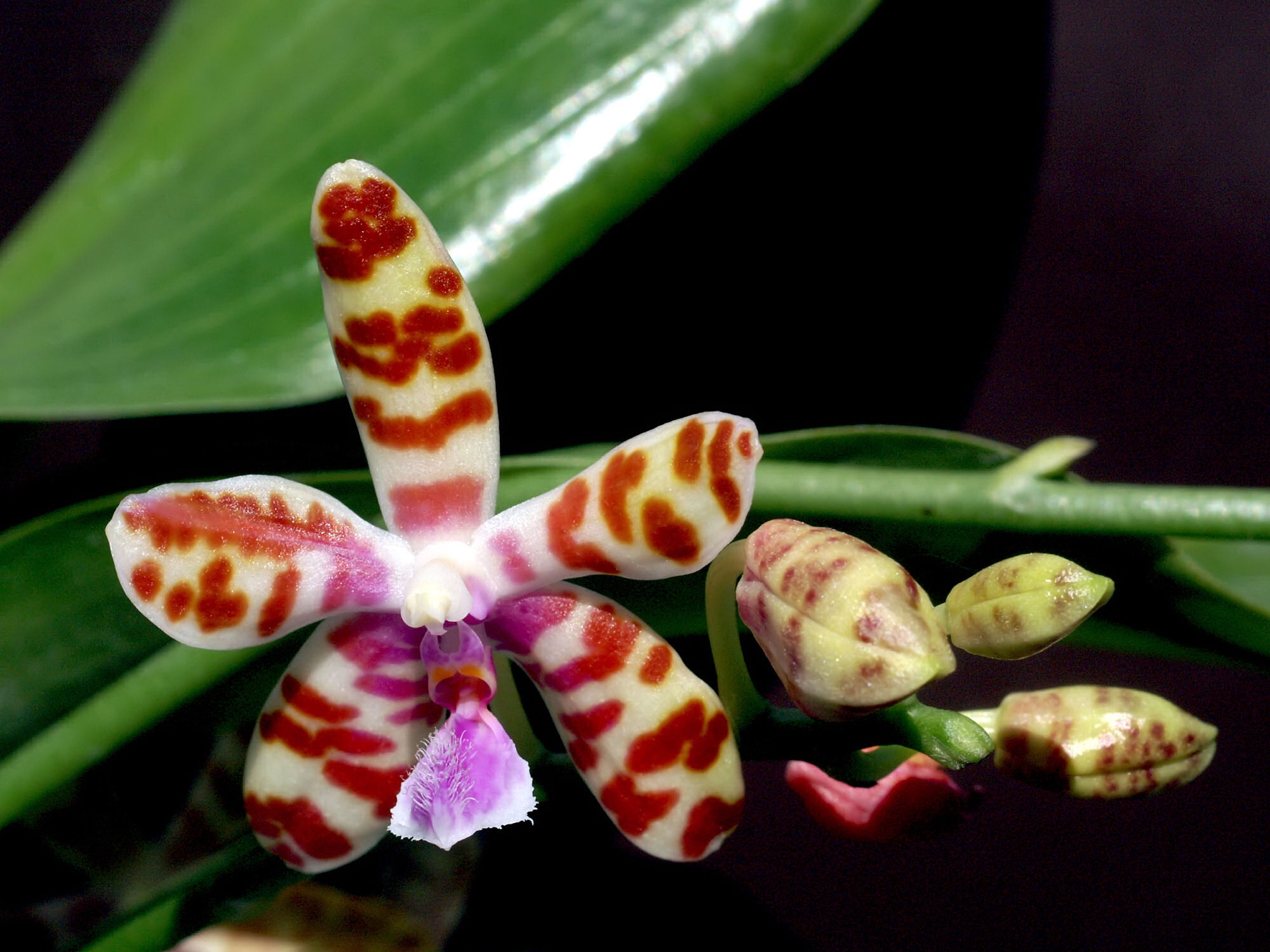
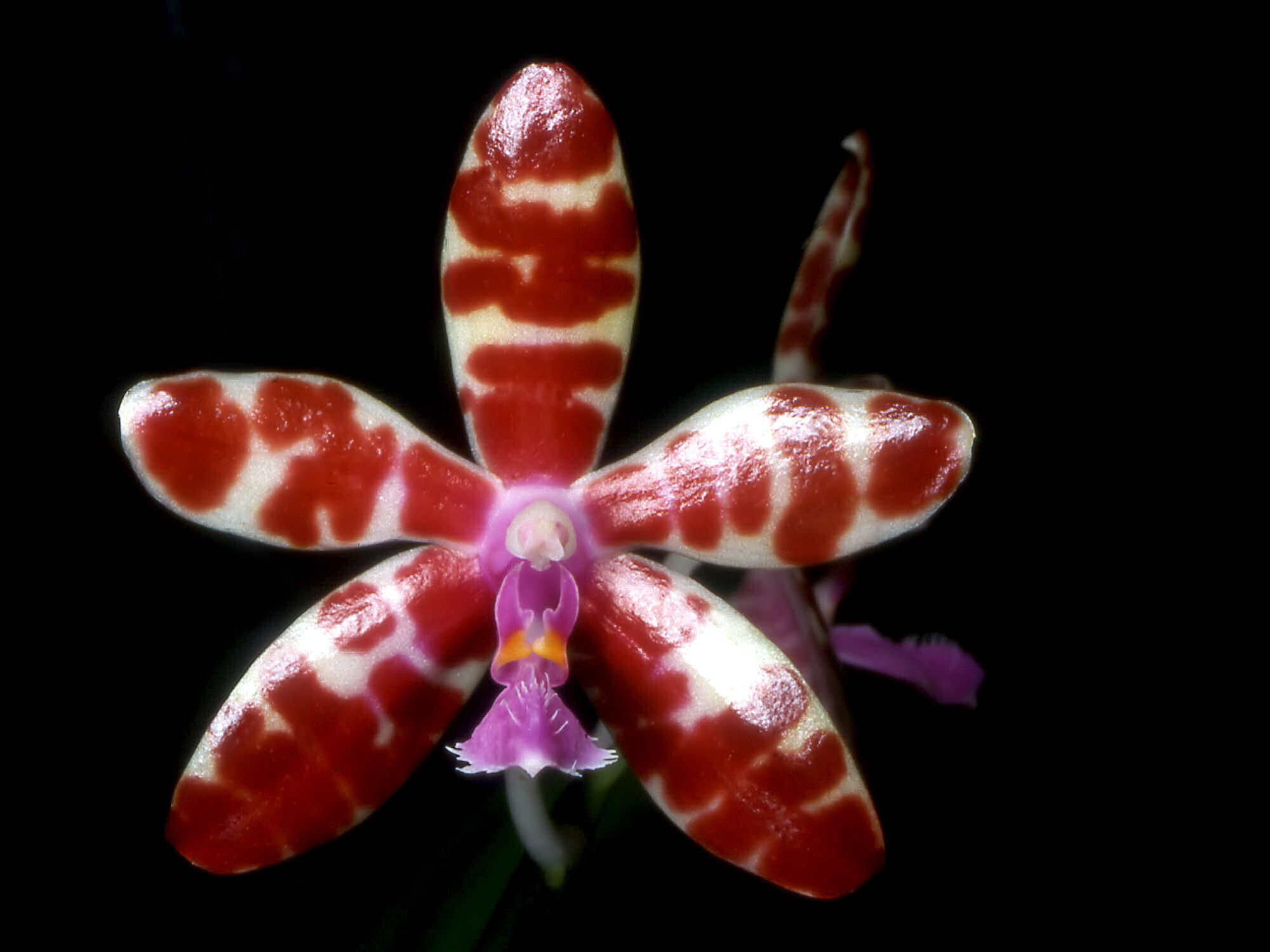
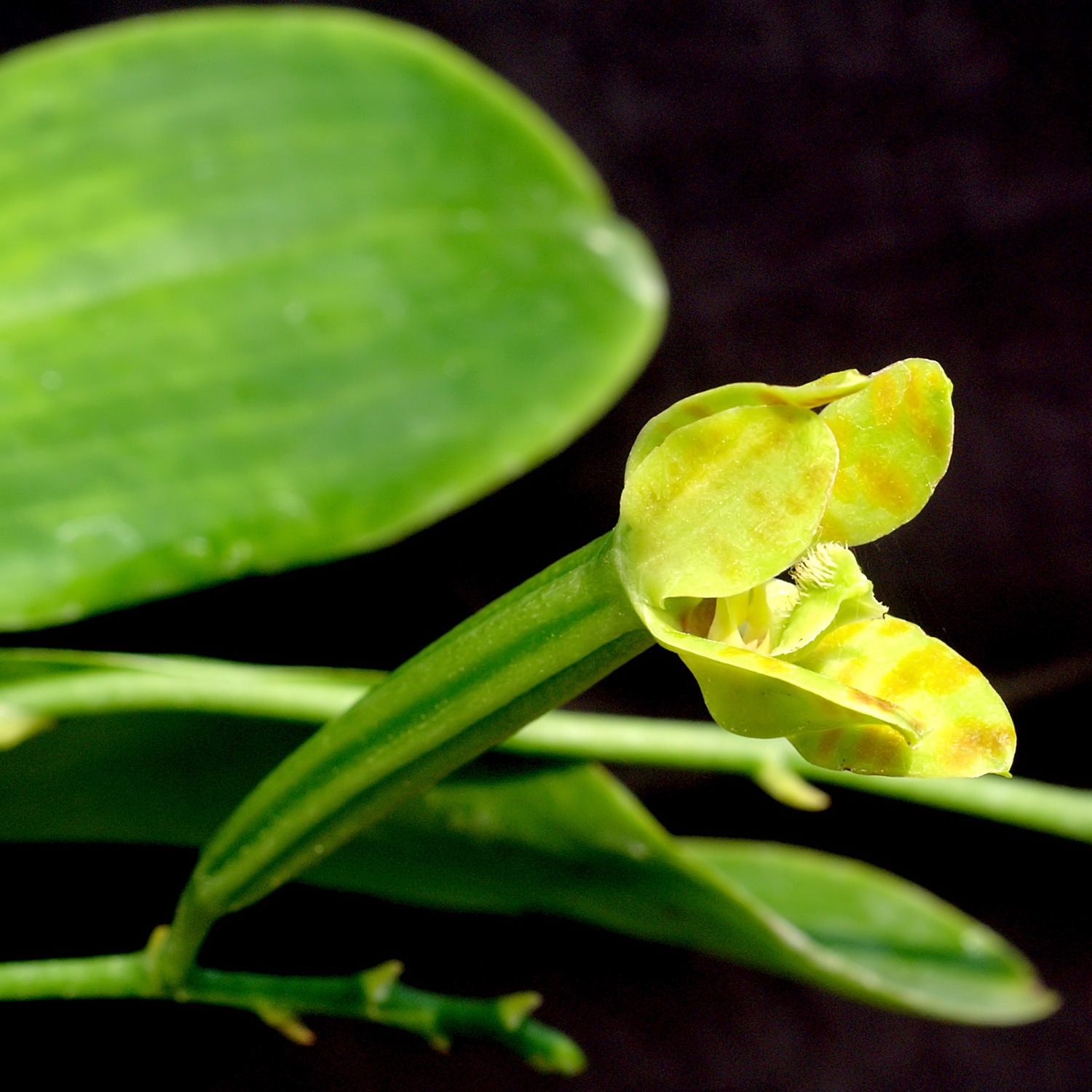
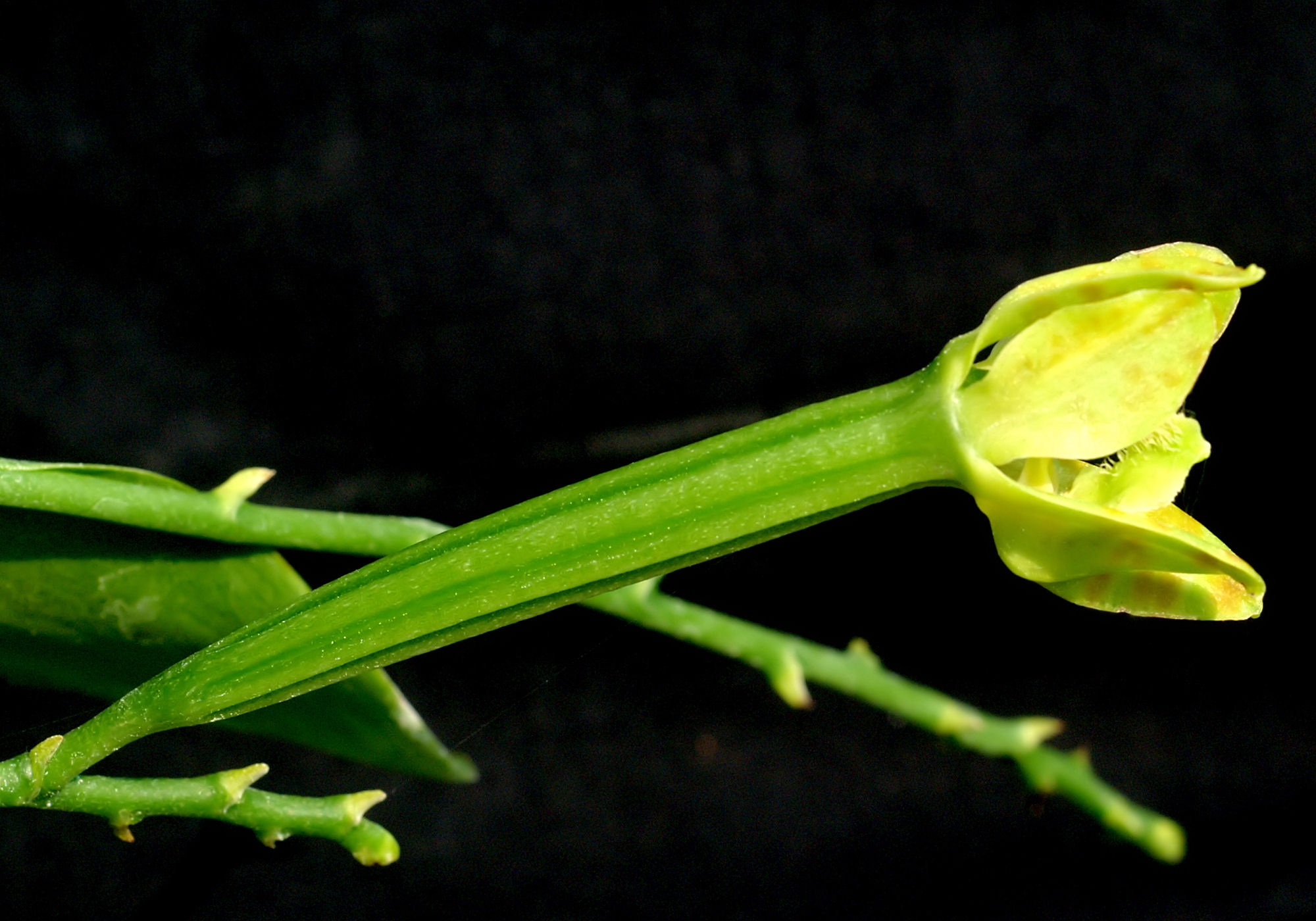